# Little Women (Roman)

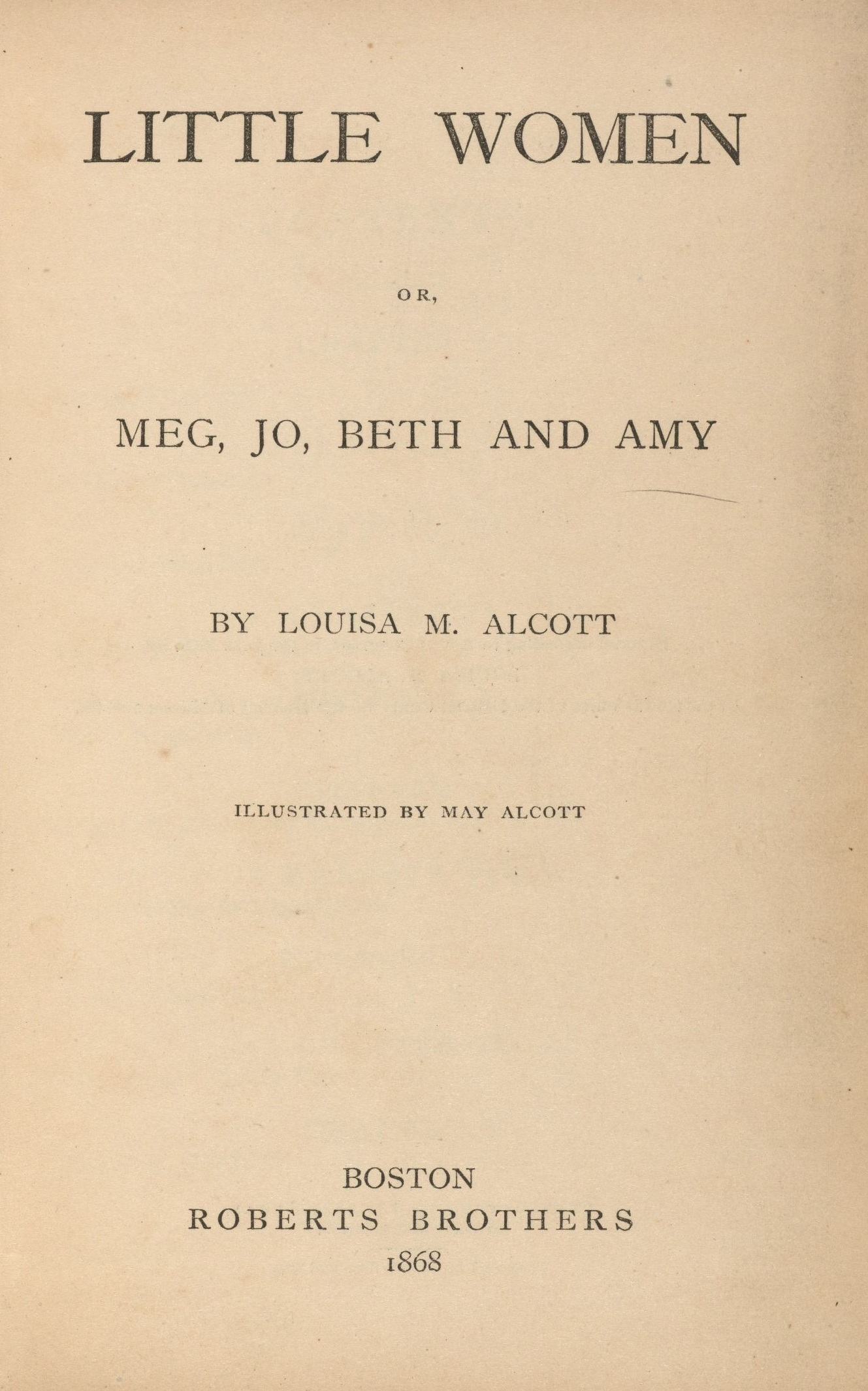
Little Women, 1868

Little Women ist ein 1868/1869 in zwei Teilen veröffentlichter Roman der US-amerikanischen Schriftstellerin Louisa May Alcott.
Little Women I und II, die in England unter den Titeln Little Women und Good Wives  veröffentlicht wurden, bildeten den Auftakt von Louisa May Alcotts Kinder- und Jugendliteratur (die letzten Teile der March-Trilogie Little Men und Jo’s Boys sowie die Romane An Old-Fashioned Girl, Eight Cousins, Rose in Bloom, Under the Lilacs und Jack and Jill wurden zwischen 1869 und 1886 verfasst). Little Women I verfasste Louisa May Alcott zwischen Mai und Juli 1868; die Veröffentlichung folgte im Oktober desselben Jahres. Aufgrund des für die Autorin sehr überraschenden einschlagenden Erfolges begann sie schon im November den zweiten Teil von Little Women, den sie im Januar 1869 fertigstellte und im April veröffentlichte. Die Handlung und Thematik des ersten, stark autobiographisch geprägten Teils von Little Women ist eher in den 1840er und 1850er Jahren anzusiedeln. Da er aber aus der Sicht der späten 1860er, also nach Beendigung des amerikanischen Bürgerkriegs (Sezessionskrieg), erzählt wird, wurden auch Elemente der 1860er Jahre integriert.

## Handlung
Little Women erzählt die Lebensgeschichte der Schwestern Meg, Jo, Beth und Amy, die gemeinsam mit ihren Eltern in Neuengland aufwachsen. Die kluge, jungenhafte Josephine („Jo“), die hübsche und fügsame Meg, die selbstlose und friedliche Beth und das Nesthäkchen, die egoistische Amy, werden von ihren kindlichen Luftschlössern bis hin zur Frauwerdung begleitet. Marmee, Mutter der vier kleinen Frauen, wacht aufmerksam über die Entwicklung und den Umgang ihrer Kinder. Der Vater ist im Krieg.
Meg, die im Vergleich zu ihren Schwestern den größten Wert auf die Einhaltung bestehender Konventionen legt, heiratet schon früh. Mit John Brooke, dem Hauslehrer des jungen Nachbarn und Freundes Theodore, genannt „Laurie“, gründet sie eine Familie, die bald um die beiden Kinder John Jr. (genannt Demi) und Margreth (genannt Daisy) erweitert wird. Später kommt noch Josephine (genannt Josy) dazu, die in Little Men erwähnt wird.
Beth, die ihr Leben ihrer Familie widmet und aufopferungsvoll im Haushalt und bei kranken und armen Nachbarn arbeitet, ist selbstlos bis in den Tod. Bei der uneigennützigen Versorgung einer armen Nachbarsfamilie steckt sie sich mit Scharlach an. Wenn sie sich auch vorübergehend von der Krankheit erholt, ist diese ausschlaggebend für Beths frühen Tod.
Amy, das Nesthäkchen der Familie, sieht sich als Künstlerin, kann als Gesellschafterin mit einer Tante nach Europa reisen und sich dort künstlerisch weiterbilden. Sie heiratet Laurie, den wohlhabenden Nachbarsjungen ihrer Familie, den langjährigen Seelenbruder ihrer Schwester Jo, kehrt gemeinsam mit ihm nach Amerika zurück und bekommt eine Tochter.

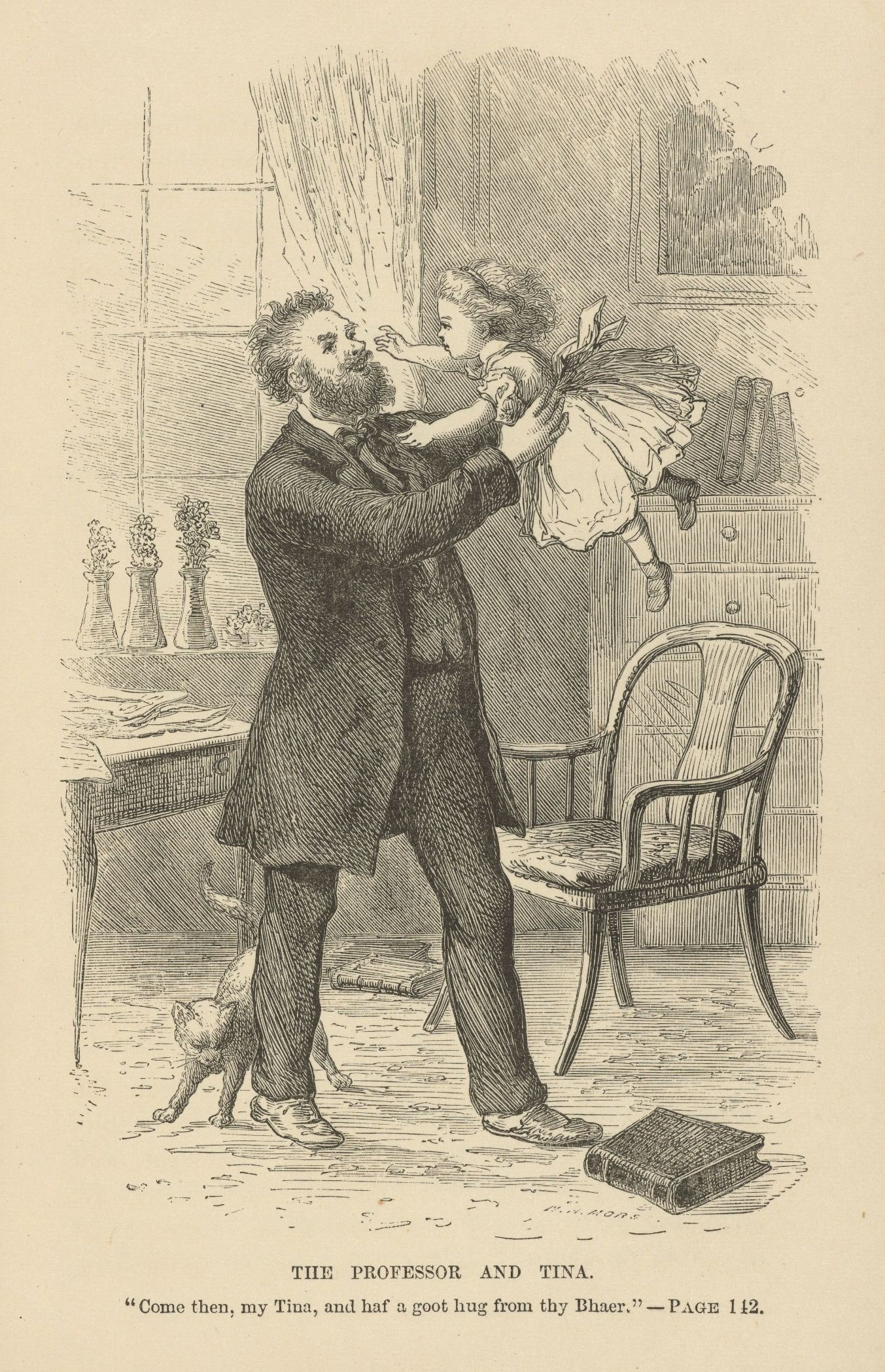
Professor Bhaer, 1868

Jo wünscht sich unter anderem finanzielle und individuelle Unabhängigkeit, Ruhm und Anerkennung als Schriftstellerin sowie eine Reise nach Europa. Die ersehnte Reise wird nicht von ihr, sondern von Amy angetreten. Zwar wird ihr schriftstellerisches Talent zeitweise finanziell belohnt, jedoch ist es regelmäßig Anlass für persönliche und soziale Konflikte. Erst nach der von der Vaterfigur Professor Bhaer initiierten Aufgabe ihrer (nicht selbstlosen) Schriftstellerei findet sie in Bhaer den Lebenspartner, den sie schließlich heiratet. Gemeinsam mit ihm eröffnet sie auf dem von ihrer Tante geerbten Anwesen eine Schule. Professor Bhaer wird Leiter dieser Bildungseinrichtung; ihre schriftstellerischen Aktivitäten, die sie wieder aufnimmt, werden nach der Eheschließung nicht mehr durch ein Streben nach Ruhm und Anerkennung motiviert. Sie werden zu einer ausschließlich privaten Tätigkeit, Teil ihrer neuen Rolle als Mutter. Jo bekommt zwei Söhne: Rob, benannt nach seinem Großvater, und Teddy, benannt nach Jos Jugendfreund Laurie.

## Adaptionen

### Verfilmungen
Eine frühe, britische Verfilmung aus dem Jahre 1917 gilt als verschollen. Die erste US-Kinoverfilmung, mit Katharine Hepburn und Joan Bennett, entstand 1933 unter der Regie von George Cukor (dt. als Vier Schwestern). Es folgte 1949 eine Version mit Elizabeth Taylor und Janet Leigh unter der Regie von Mervyn LeRoy (dt. als Kleine tapfere Jo). Eine zweiteilige US-Fernsehversion wurde 1978 produziert. Im Jahr 1994 verfilmte Gillian Armstrong das Buch mit Winona Ryder (dt. als Betty und ihre Schwestern). 2017 strahlte die BBC eine dreiteilige Miniserie aus. 2018 verfilmte Clare Niederpruem eine moderne Interpretation (deutscher Titel: Vier Schwestern), die im New York der Gegenwart spielt. Im Jahr 2019 erschien eine weitere Filmadaptation von Greta Gerwig mit Saoirse Ronan, Emma Watson, Florence Pugh und Eliza Scanlen.
In Japan entstanden mehrere Zeichentrickserien auf der Basis von Little Women; zum ersten Mal 1977 noch als eine Folge in der Serie Manga Sekai Mukashibanashi unter dem japanischen Titel der Romanreihe Wakakusa Monogatari (若草物語, dt. „Geschichten von jungem Gras“) und 1980 die erste vollständige Serie unter dem gleichen Titel. 1981 folgte mit Wakakusa no Yon Shimai (若草の四姉妹, dt. „die vier Schwestern des jungen Grases“) eine weitere. Die auch international bekannteste entstand als Teil der Literaturverfilmungen des World Masterpiece Theaters (WMT) 1987 mit Ai no Wakakusa Monogatari (愛の若草物語, dt. „Geschichten von jungem Gras der Liebe“), das in Deutschland unter dem Titel Eine fröhliche Familie ausgestrahlt wurde. Auch die Romanfortsetzung Little Men wurde 1993 als WMT-Serie Wakakusa Monogatari: Nan to Jo-sensei (若草物語 ナンとジョー先生, dt. „Geschichten von jungem Gras: Nan und Fräulein Jo“), in Deutschland: Missis Jo und ihre fröhliche Familie, umgesetzt.

## Ausgaben
- Little Women. Roberts Brothers, Boston 1868
- Little Women. Part the Second. Roberts Brothers, Boston 1869 (später in Großbritannien unter dem Titel Good Wives veröffentlicht)
- Little women. Beth und ihre Schwestern. Aus dem Englischen übersetzt von Monika Baark. Reclam, Ditzingen 2021, ISBN 978-3-15-011357-8

## Belege
1. ↑  http://www.imdb.com/title/tt0219883/